# Авакян, Эдуард Самвелович
Эдуа́рд Самве́лович Авакя́н (19 августа 1927, Тбилиси — 13 марта 2010, Ереван) — армянский писатель, поэт и переводчик.
В 1952 году окончил филологический факультет Ереванского государственного университета. Писал как поэзию, так и прозу. Перевел на армянский избранные стихи Шелли, Петрарки, Камоэнса, а также романы и рассказы Джека Лондона, произведения из С. Маршака, Эдварда Лира, Р. Фраермана, В. Кочевского, Л. Квитко, М. Пришвина, английских народных сказок… Художественный перевод — одна из долгих и ярких страниц в творчестве писателя. Это — «Сонеты и канцоны» Петрарки, «Лирика» Шелли, поэзия Камоэнса, переводы из А. Пушкина, А. Блока, Н. Некрасова.
Эдуард Авакян — прозаик, поэт, журналист, переводчик, автор более 40 книг. Первая книга рассказов для взрослых вышла в свет в 60-х гг. XX века. За ней последовал роман «Мы живем на Конде» — история того самого достопамятного места, где прошли годы становления писателя. Роман имел огромный успех и до сих пор его считается одним из лучших художественных произведений о Ереване. Обращением к исторической теме стал роман в 2-х томах «Одной жизни мало» о выдающемся деятеле армянского освободительного движения  Иосифе Эмине. Затем исторический роман «Последний набат Урфы» о противостоянии армян в 1915 году (литературная премия им. Д. Демирчяна); исторический роман «Гайл Ваан» — об одном из ярких армянских военачальников XVIII в. Он по праву входит в когорту лучших армянских детских писателей, — это несколько десятков детских книг: «Радуга», «Гости солнца», «Четыре времени», «Волшебный мир», «Один день дома, пять дней в детском саду», «Праздник фруктов», «Жаба и торт», «Дом цыпленка» и др.
Более четырёх десятилетий Эд. Авакян работал старшим редактором издательств «Айпетрат», «Советакан грох», «Аревик», дал путевку в творческую жизнь многим авторам. Он — автор сотен публикаций в армянской периодике, член Союза писателей и Союза журналистов Армении. Награждён многими грамотами, удостоен звания «Заслуженный работник культуры Армянской ССР», получил медаль Союза писателей Армении.

## Произведения
- "Мы живем на Конде", роман. Ер.: "Айастан", 1965. 244с.
- «Бабушка-улитка»: Стихи. (Для дошкол. возраста) / Перевод с арм. Л. Мезинова; Рис. Н. Мунц, 16с.+ цв. ил. 27 см, М.: "Детская литература". 1980.
- «Грани надежды»: Рассказы и миниатюры / 226 с 21 см,Ер.: "Советакан грох", 1983.
- «Одной жизни мало»: Ист. роман : (Об И. Эмине) : Кн. 1 и 2 / Перевод с арм. С. Авакян, М. Кузанян; Худож. С. Кузяков, 408с.+ ил. 20 см, М.: "Советский писатель", 1988.
- «Последний набат Урфы»: (докум.-худож. повесть о героической борьбе армян в 1915г.)  303с.+ ил. 20 см, Ер.: "Айастан", 1990.
- «Тихий закат Конда»: Рассказы  :([Для сред. и ст. шк. возраста) / 348 с 20 см, Ер.: "Аревик", 1989.